# Crisanto Correia
Crisanto José Ribeiro da Costa Correia (Lagos, 5 de Outubro de 1939 - Lagos, 11 de Janeiro de 1983), foi um professor e escritor português.

## Biografia
Nasceu em 5 de Outubro de 1939 na Freguesia de São Sebastião, no Concelho de Lagos, filho de Crisanto António Correia Centeno e de Ivone Ribeiro da Costa da Costa Franco Correia. Frequentou a Escola do Magistério Primário de Faro, onse habilitou em 1958.
Exerceu principalmente como professor em Lagos, tendo sido igualmente presidente da cantina, assistente a delegado, subdelegado escolar e director-geral de pessoal. Além do ensino, também se dedicou à história de Lagos, tendo escrito diversos artigos em jornais e publicado um livro, Curiosidades da Nossa Terra.
Faleceu na cidade de Lagos, em 11 de Janeiro de 1983.

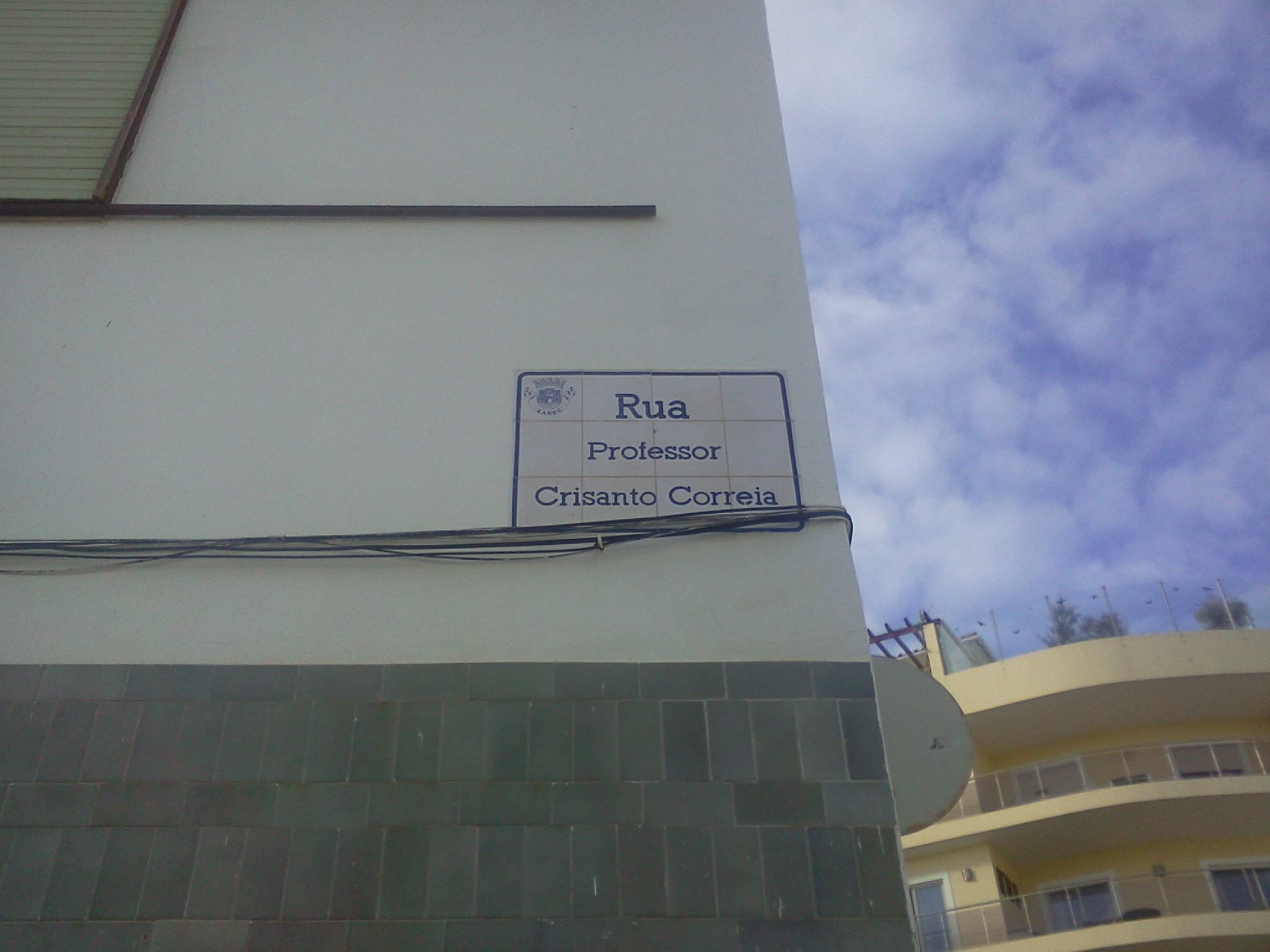
Placa toponímica da Rua Crisanto Correia, na cidade de Lagos.

## Homenagens
O nome de Professor Crisanto Correia foi colocado num arruamento da cidade de Lagos.